# Frankliniella tritici
Espèce
Frankliniella tritici (le thrips des fleurs) est une espèce d'insectes thysanoptères de la famille des Thripidae, très largement répandue dans le monde.
Cet insecte est un ravageur des cultures de nombreuses plantes  : plantes à fleurs coupées, à petits fruits (framboisiers, fraisiers, etc.), mais aussi de grandes cultures telles que cotonnier, luzerne, haricot, etc.

## Synonymes
Selon  Thrips of California.
- Thrips tritici Fitch, 1855
- Frankliniella varicorne Bagnall, 1919
- Frankliniella fulvus Moulton, 1936
- Frankliniella tritici f. clara Moulton, 1948
- Frankliniella salicis Moulton, 1948

## Distribution
L'aire de répartition comprend l'Europe et le nord de l'Asie (sauf la Chine), l'Amérique du Nord et du Sud, l'Amérique centrale et les Antilles, ainsi que l'Australie
.